# 이븐 주바이르

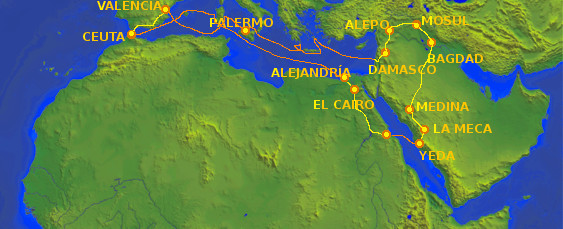
이븐 주바이르의 첫 여행의 여정

이븐 주바이르(아랍어: ابن جبير, 1145년 9월 1일 ~ 1217년 11월 29일)는 에스파냐의 여행가다. 에스파냐 발렌시아의 아랍족 키나나 족의 명문가에서 태어났다. 메카의 순례를 위하여 1183년에 고향을 출발하여 이집트·시리아·이라크 등을 역방하고서 1185년에 귀국하였다. 그 <리흘라>(여행기)는 쉽고 명료한 문장에도 유머가 어리어 제1급의 기행 문학으로 평가되며 십자군 시대의 지중해역(地中海域)의 정세까지 잘 전하여 사료(史料)로서도 귀중하다. 제2회 동방 여행 중 이집트에서 죽었다.